# Polycarp Pengo
Polycarp Pengo (sinh 1944) là một Hồng y người Tanzania của Giáo hội Công giáo Rôma. Ông từng đảm nhận vai trò Tổng giám mục đô thành Tổng giáo phận Dar-es-Salaam từ năm 1992 đến năm 2019 và Hồng y Đẳng Linh mục Nhà thờ Nostra Signora de La Salette.
Trước khi trở thành Tổng giám mục Dar-es-Salaam năm 1992, ông cũng từng trải qua nhiều chức vụ khác nhau tại các giáo phận trong nước như: Giám mục chính tòa Giáo phận Nachingwea (1983–1986), Giám mục chính tòa Giáo phận Tunduru–Masasi (1986–1990), Tổng giám mục Phó Dar-es-Salaam (1990–1992). Tại Hội đồng Giám mục Châu Phi và Madagasca, ông từng đảm nhiệm vai trò Chủ tịch từ năm 2007 đến năm 2013 và với liên hệ với Giáo triều Rôma, ông là Thành viên Hội đồng Hồng y Nghiên cứu Tổ chức và Giải quyết Vấn đề Kinh tế Tông Tòa (2012–2014).

## Tiểu sử
Hồng y Polycarp Pengo sinh ngày 5 tháng 8 năm 1944 tại Mwazye, Tanzania. Sau quá trình tu học dài hạn tại các cơ sở chủng viện theo quy định của Giáo luật, ngày 20 tháng 6 năm 1971, Phó tế Polycarp Pengo, 27 tuổi, tiến đến việc được truyền chức linh mục. Cử hành nghi thức truyền chức cho tân linh mục là Giám mục Charles Msakila, Giám mục chính tòa Giáo phận Sumbawanga. Tân linh mục cũng là thành viên linh mục đoàn Giáo phận này.
Sau 12 năm thi hành các công việc mục vụ trên cương vị và thẩm quyền của một linh mục, ngày 11 tháng 11 năm 1983, Tòa Thánh cho công bố tin Giáo hoàng đã quyết định tuyển chọn linh mục trẻ Polycarp Pengo, 39 tuổi, gia nhập Giám mục đoàn Công giáo Hoàn vũ, với vị trí được trao phó là Giám mục chính tòa Giáo phận Nachingwea. Lễ tấn phong cho vị giám mục tân cử được cử hành sau đó vào ngày 6 tháng 1 năm 1984, với phần nghi thức truyền chức được cử hành cách trọng thể bởi chủ phong là Đương kim Giáo hoàng, Giáo hoàng Gioan Phaolô II, hai vị giáo sĩ còn lại, với vai trò phụ phong, gồm có Tổng giám mục Eduardo Martínez Somalo, Thành viên Văn phòng Phủ Quốc vụ khanh Tòa Thánh và Tổng giám mục Duraisamy Simon Lourdusamy, Tổng trưởng Thánh bộ Rao giảng Phúc Âm cho các Dân tộc (bộ Truyền giáo). Tân giám mục chọn cho mình khẩu hiệu: ECCE EGO DOMINE.
Sau gần 3 năm bổ nhiệm Giám mục Polycarp Pengo làm Giám mục Nachingwea, Tòa Thánh qyết định thuyên chuyển giám mục này đến vị trí khác, cụ thể lần này quyết định bổ nhiệm ông đến Giáo phận Tunduru–Masasi với cùng chức danh Giám mục chính tòa như giáo phận cũ. Thông tin bổ nhiệm được Tòa Thánh cho công bố cách rộng rãi vào ngày 17 tháng 10 năm 1986.
Sau một khoảng thời gian 3 năm, Tòa Thánh quyết định thăng Giám mục Polycarp Pengo lên hàng Tổng giám mục, cụ thể bổ nhiệm làm Tổng giám mục Phó Tổng giáo phận Dar-es-Salaam. Thông tin được công bố vào ngày 22 tháng 1 tháng 1990. Ông chính thức kế vị, trở thành Tổng giám mục đô thành sau đó vào ngày 22 tháng 7 năm 1992.
Bằng Công nghị Hồng y 1998 được cử hành ngày 21 tháng 2 năm 1998, Giáo hoàng Gioan Phaolô II vinh thăng Tổng giám mục Polycarp Pengo lên tước vị hồng y. Tân Hồng y có phẩm trật Hồng y Đẳng Linh mục và Nhà thờ Hiệu tòa được chỉ định là Nhà thờ Nostra Signora de La Salette. Ông sau đó đã đến cử hành các nghi thức nhận nhà thờ hiệu tòa của mình sau đó vào ngày 26 tháng 4 cùng năm.
Từ tháng 6 năm 2007 đến tháng 9 năm 2013, ông kiêm thêm nhiệm vụ Chủ tịch Hội đồng Giám mục Phi Châu và Madagasca. Tòa Thánh chấp thuận đơn xin hồi hưu của ông vì lý do tuổi tác vào ngày 15 tháng 8 năm 2019.

## Tham khảo

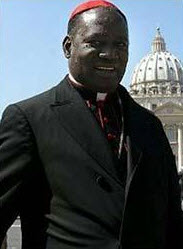
Polycarp Pengo